# Lieux de la bataille du Metaure

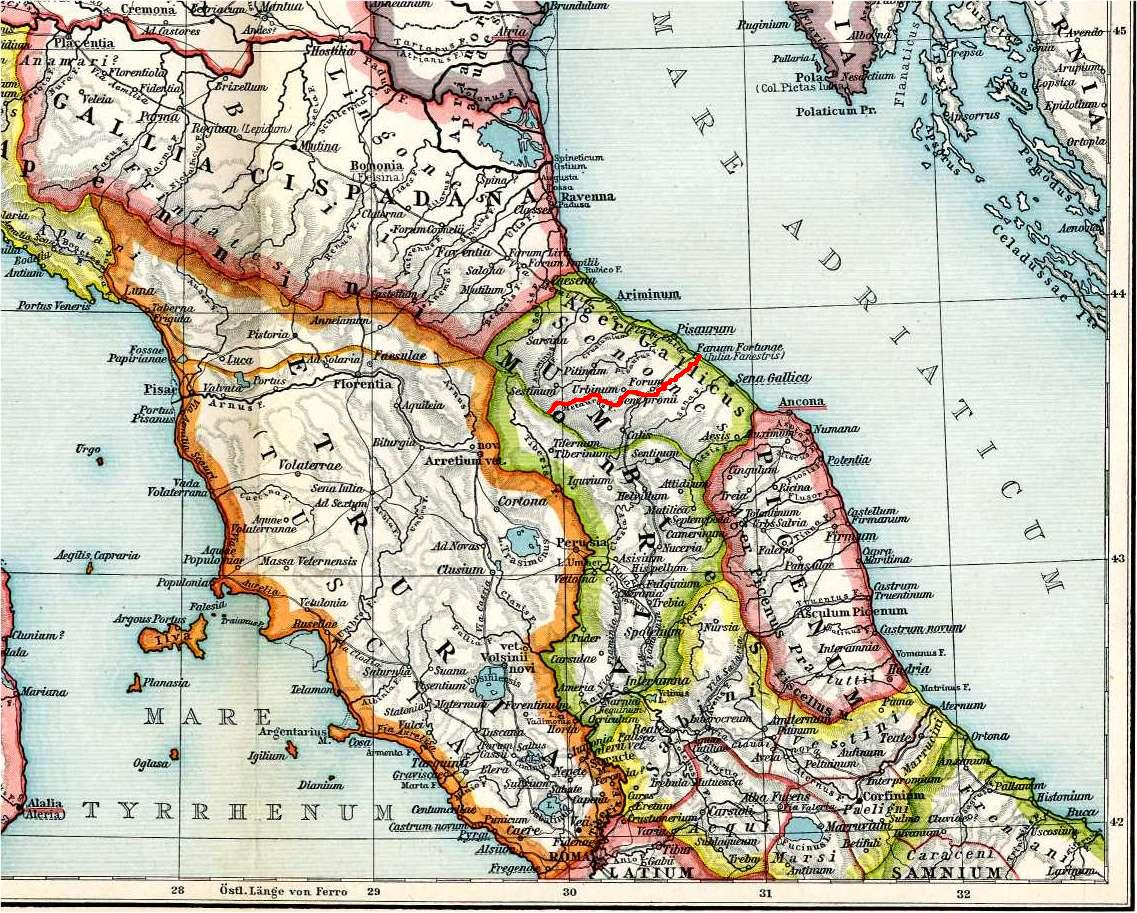
Rivière Metaurus (en rouge).

Sur le site de la bataille dite du Metauro, qui s’est déroulée le 22 juin 207 av. J.-C., de nombreuses hypothèses ont été avancées par les érudits locaux, car le texte de Tite-Live est incomplet sur certains points et se prête donc à différentes interprétations.

## Analyses

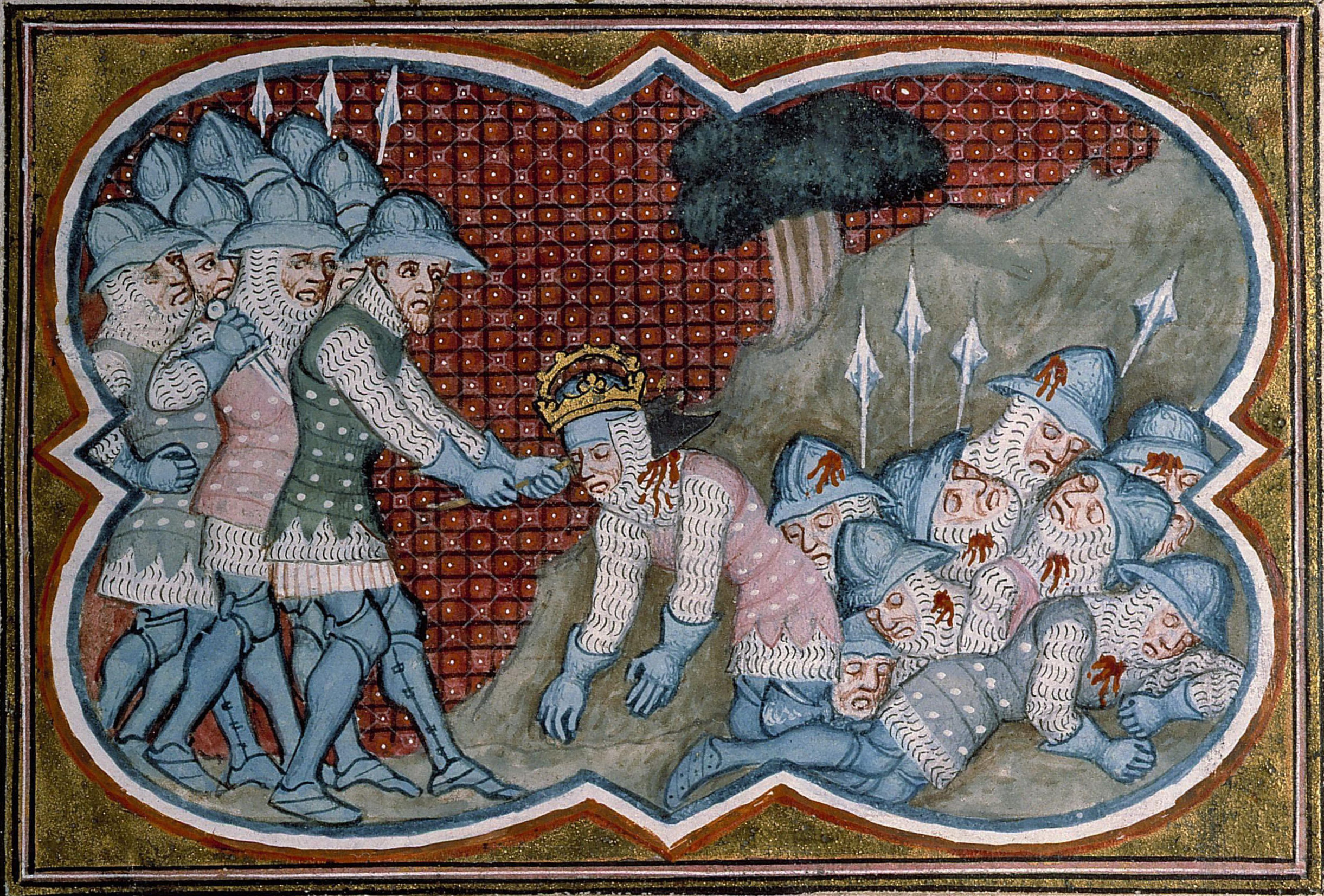
Hasdrubal Barca tué sur le Metaure, Enluminure pour un manuscrit français de l'Histoire romaine de Tite-Live par le Maître de la Bible de Jean de Sy, vers 1370, Bibliothèque Sainte-Geneviève.

Cependant, en intégrant le texte de Tite-Live aux indices contenus dans d'autres textes anciens, on peut étudier le fait. L'hypothèse la plus probable est que la bataille s'est déroulée sur la rive droite du fleuve Metauro, car Hasdrubal, qui campait près de Senigallia, voulait éviter l'affrontement avec les Romains et se diriger vers le territoire des Gaulois, comme le déclare Giovanni Zonara sur l'escorte du texte de Cassio Dione.
Le fait que l'historien Appiano Alessandrino parle de lieux marécageux et que Tite-Live mentionne la mer à propos des Carthaginois qui suivaient la rive du Metauro à la recherche d'un gué, implique une distance non exagérément excessive entre la position de l'armée en retraite d'Hasdrubal et la mer. Tite-Live et Silio Italico affirment que les Carthaginois, marchant dans l'obscurité, se sont déplacés avec difficulté également en raison de certaines grandes courbes du fleuve. En conséquence, sur la base de ces indications, la Commission d'érudits nommée en 1939 par la Députation royale d'histoire de la patrie pour les Marches en est venue « à restreindre le territoire de recherche à cette zone, à droite du Metauro, qui, à partir d'environ du pont actuel de Calcinelli sous Monte Maggiore al Metauro (à environ 14 km de l'embouchure actuelle du Metauro) monte, avec une profondeur adaptée aux manœuvres belligérantes, jusqu'à la localité de Sterpeti . [. . . ] Le tronc fluvial de cette zone est le seul du cours inférieur qui réponde aux éléments technico-hydrographiques indiqués par les sources historiques, présentant ces larges courbes et contre-courbes des méandres qui ont été fatales à la vitesse de la marche des Carthaginois et que l'examen hydrogéologique actuel se dirait, pour le cas, encore plus insidieux en ces temps-là ».
En 1994, les auteurs Giampaolo Baldelli, Enrico Paci et Luciano Tomassini ont encore réduit la zone de recherche au territoire qui, sous Montemaggiore al Metauro, se poursuit dans la plaine de San Liberio . Le savant pésarais Massimo Olmi est arrivé plus récemment aux mêmes conclusions, selon lequel il est hautement improbable que l'armée carthaginoise ait pu, dans les conditions où elle se trouvait, et pressée par les Romains, franchir l'escarpement supérieur à 20 mètres du fossé Scaricalasino, qui pénètre dans le Metauro dans la localité de Solfatara di San Liberio.

## Reliefs archéologiques
Les seules fouilles archéologiques visant à localiser le site de la bataille ont été menées dans les années 1942-1943 près de Fermignano sur la base de récits locaux de la défaite carthaginoise sur une colline appelée Monte Sdrovaldo, dont le nom dérive d'Asdrubale. Cependant, rien d'intéressant n'a été trouvé, car cet endroit est trop éloigné de la mer. Un autre site proposé ces dernières années concerne le Monte Aguzzo près de Fossombrone, à gauche du Metauro. Pour le suggérer, la découverte de quelques centaines de projectiles de plomb coulées au moule et ressemblant à une olive très allongée (glandula), qui à l'époque étaient projetées avec des frondes. Mais il pourrait s'agir d'objets datant de l'époque de la guerre entre Mario et Silla.